# Bernhard Heusler
 (janvier 2013).
Si vous disposez d'ouvrages ou d'articles de référence ou si vous connaissez des sites web de qualité traitant du thème abordé ici, merci de compléter l'article en donnant les références utiles à sa vérifiabilité et en les liant à la section « Notes et références ».
Bernhard Heusler, né le 27 décembre 1963  à Bâle, est un avocat et ancien président du club de football FC Bâle.

## Biographie
Bernhard Heusler étudie le droit à l'Université de Bâle (Legum Licentiatus 1988). Il est l'assistant de recherche de René Rhinow et obtient en 1992 son Doctor of Laws. En 1994, il complète un cours de troisième cycle à l'Université de Californie à Davis, puis travaille pour le cabinet d'avocat new-yorkais Davis Polk & Wardwell. 
Depuis 1994, il travaille au sein du cabinet Wenger Plattner à Bâle, se spécialisant dans le droit des sociétés, le droit des technologies de l'information et droit du sport.
Heusler a occupé un certain nombre de conseils d'administration, y compris celui de l'entreprise Valora. Il est président de la Fondation pour les enfants malades de Bâle. 
Jusqu'à l'été 2017, Bernhard Heusler était président et chef de la direction du club de football FC Bâle.